# Etnografia Polska
Etnografia Polska – czasopismo naukowe przez Instytut Archeologii i Etnologii Polskiej Akademii Nauk, założone w 1956. Ukazuje się od 1958 (T. 1., z. 1) w Warszawie, początkowo jako półrocznik, później rocznik, zachowując jednak numerację zeszytów we współoprawnym tomie wydania. Publikuje wyniki badań polskich etnologów, antropologów kulturowych i społecznych, folklorystów i dziedzin pokrewnych. Prezentuje stan badań m.in. nad współczesnymi procesami zmian kulturowych, a także kronikę, recenzje i omówienia.
Redaktorem naczelnym od 2017 jest Joanna Mroczkowska. Jej poprzednikami byli kolejno: Witold Dynowski (1958–1987), Wanda Paprocka (1988–1997), Iwona Kabzińska (1997–2007) oraz Jarosław Derlicki (2007–2017).